# Susan Pedersen
Susan Pedersen (n. 16 octombrie 1953, Sacramento, California, SUA) este o înotătoare americană, medaliată olimpică. A participat la o ediție a Jocurilor Olimpice (1968) în care a câștigat 3 medalii de aur și două medalii de argint.